# 다케다 한시
다케다 한시(일본어: 武田範之, 분큐 3년(1863년) ~ 메이지 44년(1911년) 6월 23일)는 조동종의 승려, 국가주의자이다. 겐쇼지(顕聖寺)의 주지이다. 지쿠고국(지금의 후쿠오카현) 출신으로 옛 성씨는 사와(沢).
메이지 24년 조선에서 일어난 동학 농민 혁명 도중 청일 전쟁이 벌어지고난 뒤 천우협에 참여하였다. 메이지 28년 을미사변 피의자로 지목되어 체포되었다. 이후 흑룡회 결성에 참여, 한일 병합 운동을 시행하였다. 메이지 44년 6월 23일 만49세의 나이로 사망하였다.